# Kingsley (Míchigan)
Kingsley es una villa ubicada en el condado de Grand Traverse en el estado estadounidense de Míchigan. En el Censo de 2010 tenía una población de 1480 habitantes y una densidad poblacional de 397,1 personas por km².

## Geografía
Kingsley se encuentra ubicada en las coordenadas 44°35′18″N 85°31′59″O / 44.58833, -85.53306. Según la Oficina del Censo de los Estados Unidos, Kingsley tiene una superficie total de 3.73 km², de la cual 3.67 km² corresponden a tierra firme y (1.6%) 0.06 km² es agua.

## Demografía
Según el censo de 2010, había 1480 personas residiendo en Kingsley. La densidad de población era de 397,1 hab./km². De los 1480 habitantes, Kingsley estaba compuesto por el 95.61% blancos, el 0.68% eran afroamericanos, el 1.15% eran amerindios, el 0.07% eran asiáticos, el 0.2% eran isleños del Pacífico, el 0.07% eran de otras razas y el 2.23% pertenecían a dos o más razas. Del total de la población el 2.36% eran hispanos o latinos de cualquier raza.